# Subbética
Die Comarca Subbética ist eine der 8 Comarcas in der Provinz Córdoba. Sie wurde, wie alle Comarcas in der Autonomen Gemeinschaft Andalusien, mit Wirkung zum 28. März 2003 eingerichtet.
Die im Süden der Provinz gelegene Comarca umfasst 14 Gemeinden mit einer Fläche von 1.598,10 km². Sie grenzt als einzige Comarca der Provinz an vier andere andalusische Provinzen.

## Lage
|                 | Campiña de Baena                            |                 |
| Campiña Sur     | Kompassrose, die auf Nachbargemeinden zeigt | Provinz Jaén    |
| Provinz Sevilla | Provinz Málaga                              | Provinz Granada |

## Gemeinden
| Gemeinde          | Einwohner (2024) | Fläche km² | Dichte Einw./km² | Cod INE | Postleitzahl |
| ----------------- | ---------------- | ---------- | ---------------- | ------- | ------------ |
| Almedinilla       | 2.323            | 55,52      | 42               | 14004   | 14812        |
| Benamejí          | 4.910            | 53,35      | 92               | 14010   | 14910        |
| Cabra             | 20.024           | 229,09     | 87               | 14013   | 14940        |
| Carcabuey         | 2.299            | 79,74      | 29               | 14015   | 14810        |
| Doña Mencía       | 4.478            | 15,20      | 295              | 14022   | 14860        |
| Encinas Reales    | 2.234            | 34,21      | 65               | 14024   | 14913        |
| Fuente-Tójar      | 681              | 23,66      | 29               | 14031   | 14815        |
| Iznájar           | 3.739            | 136,36     | 27               | 14037   | 14970        |
| Lucena            | 43.086           | 351,09     | 123              | 14038   | 14900        |
| Luque             | 2.809            | 140,76     | 20               | 14039   | 14880        |
| Palenciana        | 1.431            | 16,13      | 89               | 14048   | 14914        |
| Priego de Córdoba | 21.826           | 288,28     | 76               | 14055   | 14800        |
| Rute              | 9.765            | 132,40     | 74               | 14058   | 14940        |
| Zuheros           | 608              | 42,31      | 14               | 14075   | 14870        |
| Comarca Subbética | 120.213          | 1.598,10   | 75               | –       | –            |

## Nachweise
1. ↑  Instituto Nacional de Estadística Municipal Register of Spain
2. ↑  Orden de 14 de marzo de 2003, por la que se aprueba el mapa de comarcas de Andalucía a efectos de la planificación de la oferta turística y deportiva, Boletín Oficial de la Junta de Andalucía (Amtsblatt der Regierung von Andalusien), Nr. 59 vom 27. März 2003, S. 6248